# Anca Barbulescu
Anca Barbulescu (Slatina, Romania- 1985). És traductora independent i col·labora amb editorials romaneses en la traducció de novel·les, entre les quals trobem Nocturn de primavera, de Josep Pla (Editorial Rao, 2008). Des de 2008, també tradueix l'edició romanesa de National Geographic i National Geographic Traveller. Va estudiar anglès, francès i català a la secció de Traducció, Interpretació i Terminologia de la facultat de Llengües i Literatures Estrangeres de la Universitatea diu Bucuresti i va aprendre castellà durant el màster en traducció, interpretació i estudis interculturals de la facultat de Traducció i d'Interpretació de la Universitat Autònoma de Barcelona. Actualment viu a Bucarest i està preparant la traducció al francès d'un recull de rondalles d'Enric Valor per a l'Institut Virtual Internacional de Traducció.